# Stepska staništa kod Šarengrada
Stepska staništa kod Šarengrada este o arie protejată (sit de importanță comunitară — SCI) din Croația întinsă pe o suprafață de 39,03 ha, integral pe uscat.

## Localizare
Centrul sitului Stepska staništa kod Šarengrada este situat la coordonatele 45°12′43″N 19°19′01″E / 45.212°N 19.317°E.

## Înființare
Situl Stepska staništa kod Šarengrada a fost declarat sit de importanță comunitară în iulie 2013 pentru a proteja un număr necunoscut de specii din flora spontană și fauna sălbatică aflate în arealul zonei.

## Biodiversitate
Situată în ecoregiunea continentală, aria protejată conține 1 habitat natural: Fânețe de joasă altitudine (Alopecurus pratensis, Sanguisorba officinalis).
La baza desemnării sitului se află un număr nedeclarat de specii protejate.